# Старчаков Володимир Васильович
Володимир Васильович Старчаков (біл. Уладзімір Васільевіч Старчакоў; 20 березня 1911, с. Рочань, тепер Харківська область — 6 січня 1968, Берестя) — білоруський і український художник.

## Біографія
Навчався в 1930—1936 роках у Харківському художньому інституті у С. М. Прохорова, М. Я. Козика, А. Г. Петрицького. Експонент виставок з 1935 р. працював художником-постановником у Харкові, Воронежі, Ярославлі, Бересті. З 1950 р. займався станковим і монументально-декоративним живописом, художнім оформленням інтер'єрів адміністративних будівель і музеїв.
З 1951 року жив у Бересті. З 1960 року член Білоруської спілки художників.
Помер 6 січня 1968 року в Бересті. Похований на Тришинському кладовищі.

## Творчість
Працював у станковому та монументально-декоративному живописі, сценографії та оформлювальному мистецтві. Брав участь у створенні експозиції музею Берестейської фортеці. Автор діорами в Берестейському краєзнавчому музеї «Біловезька пуща» (1957) та інших картин: «Старі гнізда», «Березневе сонце», «Валуни».
Твори знаходяться в музеях Мінська, Берестя, Барановичів, Пінська.